# 玉诺礁
玉诺礁是南沙群岛中部一座暗礁，位于榆亚暗沙西北约25海里。1935年中华民国水陆地图审查委员会公布的名称为“马林诺暗礁”，1947年中华民国内政部方域司公布的名称和1983年中华人民共和国中国地名委员会公布的标准名称均为“玉诺礁”。西方文献一般称为“Cay Marino”。

## 名称来源
苏格兰地理学家，英国皇家学会会员，曾经先后担任英国东印度公司和英国海军水道测绘局首席水文专家的亚历山大·达尔林普尔（Alexander Dalrymple，1737–1808） 在1784年出版的Account of shoals in the China sea（中国海滩礁列举）和1786年出版的Memoir of a Chart of the China Sea（中国海海图笔记）记载：在1752年Cavallo Marino（海马号）船的航行日志中，记述在北纬8°31、东经114°21发现有暗礁，由25块黑岩石和分浪礁组成，呈NbE-SbW向延展，9英里长，3英里宽。达尔林普尔本人验证了这一暗沙的存在，并测量出暗沙在水下25浔深；位于黑岩和破浪礁群北部偏东和南部偏西的位置，于是在书中命名为“Cay Marino”（玉诺礁）。